# Parafia św. Mikołaja w Mosinie
Parafia Świętego Mikołaja w Mosinie – rzymskokatolicka parafia w Mosinie, należy do dekanatu lubońskiego. Kościół parafialny mieści się przy ulicy Kościuszki. 

## Kościół
Kościół św. Mikołaja został wybudowany w latach 1952–1954 na fundamentach świątyni z 1905 roku, spalonej w przez Niemca w 1945 roku. Został konsekrowany w 2002 roku przez arcybiskupa Stanisława Gądeckiego.

## Turystyka
Kościół jest punktem startowym Drogi Dobroci – jednego z przyrodniczych szlaków pielgrzymkowych Rogalińskie Drogi, utworzonych z okazji 200-lecia kościoła pw. św. Marcelina w Rogalinie. Dla tego szlaku opublikowano broszurę przyrodniczą pt. „Co rośnie nad Wartą w okolicach Rogalina i Mosiny?”.